# Могильовска губерния
Могильовска губерния (на руски: Могилёвская губерния) е губерния в западната част на Руската империя.

## История
Образувана е на 28 май 1772 г. след Първото разделяне на Полско-Литовската държава между Руската империя, Свещената римска империя (Австрийска империя от 1806 г.) и Кралство Прусия от територии, населени с беларуси, като тия зами отиват в състава на Руската империя. Първоначално Могильовската губерния включвала Могильовска, Витебска, Оршанска и Рогачевска провинции, но ище на 25 октомври 1772 г. Витебска провинция била прехвърлена към Псковска губерния, а в Могильовска губерния била образувана Мстиславска провинция.
През 1777 г. Могильовската губерния е разделена на 12 уезда. На 10 януари 1778 г. губернията е преименувана в резултат административно-териториалните реформи на Екатерина II (замяна на губерниите с намстничества) в Могильовско наместничество. На 12 декември 1796 г., в хода на  административно-териториалните реформи на Павел I (премахване на наместничествата и възвръщане на губерниите) дотогавашното Могильовско наместничество било обединено с Полоцкото наместничество и по този начин е образувана Беларуската губерния с административен център град Витебск. На 27 февруари 1802 г. от Беларуската губерния биват отцепени ония 12 уезда, които някога са съставлявали Могильовска губерния, и от тях на ново се основава Могильовската губерния в първообраза ѝ.
През септември 1917 г. губернията е разтурена и земите са причислени към новообразуваната Западна област на Руската република; през 1918 г. пък някогашните земи на губернията са прехвърлени към Беларуската народна република, а от януари 1919 г. земите влизат в състава на Беларуската съветска социалистическа република, а само месец по-късно през февруари същата година земите са прехвърлени към Руската съветска федеративна социалистическа република.
След Февруарска революция (1917 г.) в Руската империя и нейния разпад, на 25 март 1918 г. от ония земи, населявани предимно от беларуси, се създава независимата Беларуска народна република, в чийто състав попада и дотогавашната Могильовска губерния. Само няколко месеца по-късно, на 1 януари 1919 г. самопровъзгласеното Временно работническо-селско съветско правителство на Беларус публикува манифест, с който провъзгласява Беларуската съветска социалистическа република, в чийто състав влезли Могильовска губерния, Витебска губерния, Гродненска губерния, Минска губерния и Смоленска губерния. Въпреки това още на 16 януари 1919 г. Централният комитет на Руската комунистическа партия (болшевики) решава да прехвърли Смоленска губерния, Витебска губерния и Могильовска губерния към Руската съветска федеративна социалистическа република.
На 11 юли 1919 г. Могильовската губерния е разтурена, 9 от нейните уезди стават част от Гомелска губерния на РСФСР, Мстиславски уезд пък е прехвърлен към Смоленска губерния, а Сенненски уезд към Витебска губерния. През декември 1926 г. е провъзгласено второто окрупняване на територията на Беларуската ССР, в резултат на което Речицкият и Гомелският уезд на Гомелска губерния са върнати от РСФСР в БССР, след което са преименувани на окръзи. Клинцовският уезд, Новозибковският уезд и Стародубският уезд са прехвърлени към Брянска губерния на РСФСР (днес в общи линии съответства на Брянска област на РФ); Гомелска губерния като част от РСФСР е ликвидирана.
По настоящем (2023 г.) по-голямата част от територията на Могильовска губерния се намира в състава на Беларус, а отделни райони са част от Русия (Смоленска и Брянска области).
През 1938 г. в Беларус е образувана Могильовска област с център Могильов.

## Административно деление
Първоначално Могильовската губерния включвала в себе си 12 уезда: Бабиновичски (премахнат през 1840 г.), Белицки (през 1852 г. преименуван на Гомелски), Климовичски, Кописки, Могильовски, Мстиславски, Оршански, Рогачьовски, Сенненски, Старобиховски (през 1852 г. е преименуван на Биховски), Чауски, Чериковски . През 1861 г. Кописки уезд е премахнат и е образуван Горецки уезд.
В края на XIX – началото на XX век в състава на губернията са влизали 11 уезда:
| №  | Уезд        | Уезден град            | ГЕРБ на уездния град | Площ в квадратни верста | Население (1897 г.) |
| -- | ----------- | ---------------------- | -------------------- | ----------------------- | ------------------- |
| 1  | Биховски    | Бихов (6381 души)      |                      | 4105,8                  | 124 820             |
| 2  | Гомелски    | Гомел (36 775 души)    |                      | 4719,4                  | 224 723             |
| 3  | Горецки     | Горки (6735 души)      |                      | 2487,0                  | 122 559             |
| 4  | Климовичски | Климовичи (4714 души)  |                      | 3711,4                  | 143 287             |
| 5  | Могильовски | Могильов (43 119 души) |                      | 3009,9                  | 155 740             |
| 6  | Мстиславски | Мстислав (8514 души)   |                      | 2220,4                  | 103 300             |
| 7  | Оршански    | Орша (13 061 души)     |                      | 4813,9                  | 187 068             |
| 8  | Рогачьовски | Рогачов (9038 души)    |                      | 6546,1                  | 224 652             |
| 9  | Сенненски   | Сенно (4100 души)      |                      | 4268,8                  | 161 652             |
| 10 | Чауски      | Чауси (4960 души)      |                      | 2168,0                  | 88 686              |
| 11 | Чериковски  | Чериков (5249 души)    |                      | 4083,9                  | 150 277             |

### Независими градове
| № | Град       | Население (1897 г.) | Включен в     | Герб |
| - | ---------- | ------------------- | ------------- | ---- |
| 1 | Бабиновичи | 1157 души           | Оршански уезд |      |
| 2 | Копис      | 3384 души           | Горецки уезд  |      |

## Герб
Гербът на губернията е говорещ герб, т. е. изобразените елементи представляват буквално името ѝ (могила). 

Официално блазониране: „В златен щит – тройна зелена могила, на която са три червени класа със зелени листа. Щитът е увенчан с императорска корона и обкръжена от златни дъбови листа, съединени с Андреевска лента.“
- Официален герб на губернията (1880 г.)
- Неофициален герб на губернията (1878 г.)
- Съвременна рисунка на герб на губернията (2000 г.)

## Земски учреждения
С въвеждането на земските учреждения (институции на местната самоуправа) през 1864 г., губернията била оставена неземска – т. е. без органи на местна самоуправа. През 1903 г. е приет „Правилник за управлението на земското стопанство във Витебска, Волинска, Киевска, Минска, Могильовска, Подолска“, с който в губернията е въведен модифициран порядък на местно управление, според който всички членове на местните управителни съвети се назначават пряко от правителството в столицата Санкт Петербург. Тази процедура била възприета от населението като неудачна, след което през 1910 г. се разработва законопроект за въвеждането на избирателни земски учреждения в тези губернии, но все пак се предвиждат определени изключения от общата процедура, която била утвърдена в други губернии, понеже в тия губернии имало много полски крупни земевладелци и така трябвало да се попречи те да бъдат избрани в местната самоуправа. Приемането на този закон през 1911 г. е придружен от остра политическа криза. В крайна сметка, в тези шест губернии се въвеждат избирателни земства (местна самоуправа) от 1912 г. нататък.
- Банкнота със стойност 3 рубли в Могильовска губерния от 1918 г. с надпис на руски и полски език
- Банкнота със стойност 3 рубли в Могильовска губерния от 1918 г. с надпис на руски и полски език

## Население
Общо населението на губернията през 1897 г. възлиза на 1 686 764 души. Националният състав на Могильовска губерния през 1897 г.:
| Уезд              | беларуси | евреи | руснаци | поляци | латвийци |
| ----------------- | -------- | ----- | ------- | ------ | -------- |
| Общо в губернията | 82,4%    | 12,1% | 3,4%    | 1,0%   | ...      |
| Биховски          | 88,2%    | 9,1%  | ...     | ...    | ...      |
| Гомелски          | 74,1%    | 14,4% | 9,7%    | 1,0%   | ...      |
| Горецки           | 85,4%    | 13,1% | ...     | ...    | ...      |
| Климовичски       | 82,6%    | 10,8% | 5,4%    | ...    | ...      |
| Могильовски       | 69,9%    | 21,9% | 5,6%    | 1,5%   | ...      |
| Мстиславски       | 81,5%    | 16,1% | 1,4%    | ...    | ...      |
| Оршански          | 79,9%    | 12,1% | 2,6%    | 1,8%   | 2,0%     |
| Рогачьовски       | 86,9%    | 9,7%  | 2,0%    | 1,1%   | ...      |
| Сенненски         | 85,6%    | 7,8%  | 3,4%    | 2,4%   | ...      |
| Чауски            | 89,6%    | 8,3%  | ...     | ...    | ...      |
| Чериковски        | 89,6%    | 8,6%  | ...     | ...    | ...      |

### Дворянски родове
Могильовското депутатско дворянско събрание издава през 1908 г. „Азбучен списък на дворянските родове, вписани в родословните книги на Могильовската губерния“ с разрешението на Могильовския губернатор. Тази публикация е официалното печатно издание на Могильовското благородническо депутатско събрание, в което са изброени благородническите (дворянските) родове и лица с техните титли, номерът на архивното дело от благородническия фонд и поредният номер на всеки род, както и частта от Руската родословна книга, в която са изброени.
Съдържанието на списъка започва с препратка към Сборника на законите на Руската империя, член № 968, том IX от изданието от 1899 г., с обяснение за разделянето на списъка на шест части. Текстът на списъка е отпечатан на староруски език, като се забелязва стремежът на авторите да предадат на руски език звученето на полските фамилни имена. Някои полски фамилни имена са били носени от етнически белоруси поради полянизацията на Беларус. Авторите на списъка са посочили различни варианти на четене (в скоби). В печатния текст на списъка не е изписана руската буква „ё“. Съществуват немски фамилни имена с характерния префикс „von“ (фон), италианско-френски – с префикс „de“ (де). В азбучния списък, когато има двойни (или тройни фамилни имена) с различни главни букви, отпечатани с тире, при определяне къде да се впише такова фамилно име в реда, авторите на списъка са направили избор по общо правило – кое фамилно име е предпочитано от носителя на това име (основното му фамилно име). Общият им брой е 1355 (има съименници, записани от авторите с отделни номера с посочване на различните номера на архивното дело, в рамките на всяка част от шестте налични). Списъкът е публикуван на 23 печатни страници.
Сред тия 1355 дворянски родове са, например, родовете Миклашевски, Чайковски, де-Спилер, Малама, Мацкевичи, Монкевичи, Мерлини, Довнаровичи, Караффа-Корбут, фон Нолкен и др.